# کارآگاه علوی
کارآگاه علوی نام شخصیت پایه‌ای مجموعه‌های تلویزیونی ایرانی است که در سال‌های ۱۳۷۵ با مجموعه تلویزیونی کارآگاه و در سال ۱۳۸۷ با مجموعه کارآگاه علوی ۲ حضور داشت. ایفاگر نقش وی احمد نجفی بود. نویسنده و کارگردان هر دو مجموعه حسن هدایت بوده‌است.

## فضای رخداد
کارآگاه علوی در مجموعه کاراگاه علوی ۱، مأمور اداره تامینات است که در بین سال‌های ۱۳۰۸ تا ۱۳۱۴ مشغول فعالیت در تهران است. در کارآگاه علوی ۲ او پس از تبعید، دوباره به کار فراخوانده می‌شود و در بازگشت، تصمیم می‌گیرد با پیگیری پرونده‌های مفاسد عوامل رژیم شاه، پرده از این فساد بردارد.

## بازی کارآگاه علوی
از شخصیت کارگاه علوی بازی کامپیوتری ای نیز تهیه شده‌است. ناشر انحصاری بازی کارآگاه علوی شرکت مهندسی نوین پندار می‌باشد